# 82 G. Eridani
82 G. Eridani (auch: HD 20794, HR 1008 oder e Eridani) ist ein ca. 20 Lichtjahre von der Erde entfernter Stern in der Konstellation Eridanus. Er ist ein Stern der Hauptreihe mit der Sternen-Klasse G6 V, und in seinem Orbit befinden sich mindestens drei Planeten und eine Staubscheibe.

## Observation
Im südlichen Himmelskatalog Uranometria Argentina wird 82 G. Eridani (manchmal auch abgekürzt als 82 Eridani) als 82. Stern im Sternbild Eridanus aufgelistet. Der Argentina-Katalog des Astronomen Benjamin Apthorp Gould ist ein südlicher Himmelshemisphärenanalog des bekannteren Flamsteed-Katalogs.

## Eigenschaften
82 G. Eridani ist kleiner und weniger massiv als die Sonne, entsprechend ist seine absolute Helligkeit im Vergleich zur Sonne geringer. Er erscheint mehr als ein Drittel heller als Tau Ceti und Alpha Centauri B.

## Planetensystem
In einer 2011 erschienenen Veröffentlichung leiteten europäische Astronomen aus präzisen Messungen der Radialgeschwindigkeit von 82 G. Eridani die Entdeckung dreier Planeten um den Stern ab, mit Massen zwischen 2 und 6 Erdmassen und somit mögliche Supererden, von denen keiner eine signifikante Exzentrizität in seinem jeweiligen Orbit aufweist. 2017 wurde die Entdeckung eines weiteren Planeten bekanntgegeben. Dieser könnte sich in der habitablen Zone befinden.
| Planet (Reihenfolge vom Stern aus) | Entdeckt | Mindestmasse (Erdmassen) | Große Halbachse der Bahn (AU) | Umlaufzeit (Tage) | Exzentrizität   | Bahnneigung (Grad) | Gleichgewichts- temperatur (Kelvin) |
| ---------------------------------- | -------- | ------------------------ | ----------------------------- | ----------------- | --------------- | ------------------ | ----------------------------------- |
| b                                  | 2011     | 2,7 ± 0,3                | 0,12 ± 0,01                   | 18,32 ± 0,01      | 0               | 90                 | 660                                 |
| c (umstritten)                     | 2011     | 2,4 ± 0,4                | 0,20 ± 0,01                   | 40,11 ± 0,05      | 0               | 90                 | 508                                 |
| d                                  | 2011     | 4,8 ± 0,6                | 0,35 ± 0,01                   | 90,31 ± 0,20      | 0               | 90                 | 388                                 |
| e                                  | 2017     | 4,8 +1,0−0,9             | 0,51 ± 0,01                   | 147,02 +1,43−0,91 | 0,29 +0,14−0,18 | -                  | -                                   |